# خريج الطب الدولي
خريج الطب الدولي (IMG)، المعروف سابقًا باسم خريج الطب الأجنبي (FMG)، هو طبيب يتخرج من كلية الطب في دولة أخرى وينوي مزاولة مهنته في دولة أخرى. يمكن استخدام مصطلح خريج الطب غير المحلي بالمثل في البلدان التي لديها مناطق ترخيص متميزة داخلها. بشكل عام، تعد كلية الطب التي يتم التخرج منها مدرجة في الدليل العالمي لكليات الطب (WDOM) المعتمدة من قبل مؤسسة النهوض بالتعليم والبحوث الطبية الدولية أو منظمة الصحة العالمية. تتباين كليات الطب حول العالم في معايير التعليم والمناهج وطرق التقييم. يتوفر في العديد من البلدان برنامج شهادات خاص بها، مثل ECFMG في الولايات المتحدة. تهدف شهادة ECFMG إلى تقييم جاهزية خريجي الطب الدوليين للمشاركة في برامج التدريب التخصصي السريري كأطباء مقيمين وبرامج الزمالة في الولايات المتحدة.

## متطلبات الترخيص حسب البلد
تختلف متطلبات الحصول على ترخيص لممارسة المهنة حسب البلد وغالبًا حسب الولاية أو المقاطعة أو الإقليم.

## أستراليا
ينبغي لخريجي الطب الدوليين (IMGs) الراغبين في الحصول على ترخيص في أستراليا تقديم طلب إلى المجلس الطبي الأسترالي (AMC) لترتيب المسار التقييمي المناسب. يشمل المسار القياسي إجراء IMG لسلسلة من التقييمات، بما في ذلك اختبار AMC MCQ واختبار AMC السريري. يتكون اختبار AMC MCQ من 150 سؤال MCQ يتم تنظيمها عبر التسجيل التكيفي للكمبيوتر.
بالنسبة للامتحان السريري AMC، يجب على المرشح اجتياز 12 حالة من أصل 16 حالة: بما في ذلك حالة إلزامية واحدة في كل من أمراض النساء وطب الأطفال.
يمكن لـ IMGs الذين اجتازوا الاختبارات اللازمة وحصلوا على شهادة AMC التقدم إلى وظائف التدريب المتخصصة الأسترالية.
تعمل أستراليا حاليًا على إنشاء عملية تسجيل وطنية لجميع الأطباء التابعين للمجلس الطبي الأسترالي.
في عام 2010، أطلق وزير الصحة والشيخوخة (أستراليا) عملية تحقيق في عمليات التسجيل والاعتماد لخريجي الطب الدوليين والتي تم الإبلاغ عنها في عام 2012.

## كندا
في كندا، يشمل خريجو الطب الدولي جميع الخريجين من خارج كندا. لكي تكون IMGs مؤهلة للحصول على ترخيص كامل في كل مقاطعة وإقليم كندي، يجب أن تمتلك:
- شهادة طبية من إحدى الكليات المدرجة في الدليل العالمي لكليات الطب مع مذكرة الراعي الكندية; أو
- درجة دكتوراه في طب العظام من إحدى المدارس الأمريكية المعتمدة من قبل AACOM؛ أو

يجب على المرشح أيضًا:
- أن تكون مرخصًا من المجلس الطبي الكندي (LMCC)، الأمر الذي يتطلب اجتياز الجزء الأول والجزء الثاني من MCCQE.
- إكمال برنامج تدريبي للدراسات العليا في الطب الخلافي وتم تقييمه من قبل هيئة معترف بها. للدخول في برنامج الإقامة، يجب على المرشح أولاً اجتياز امتحان التعاون للتقييم الوطني.[8]
- الحصول على شهادة من كلية أطباء الأسرة في كندا، أو الكلية الملكية للأطباء والجراحين في كندا، أو كلية أطباء كيبيك.

ومع ذلك، قد تتوفر لبعض المقاطعات مسارات بديلة للترخيص، على سبيل المثال كولومبيا البريطانية. يوجد في مقاطعة ألبرتا، مع ست مقاطعات أخرى في جميع أنحاء كندا، يعتمد برنامج تقييم جاهزية الممارسة (PRA) يعتمد برنامج، الذي يسمح لـ IMGs المؤهلين بالبدء في الممارسة تحت الإشراف ويؤدي إلى الاستقلال بعد تحقيق متطلبات محددة.
تواجه IMGs في كندا صعوبة في الالتحاق ببرامج الإقامة مقارنة بالخريجين الكنديين — حيث يحصل 10% فقط من المتقدمين لـ IMG على وظيفة.
مارست العديد من المنظمات ضغوطًا على الحكومة مثل جمعية الوصول إلى خدمات الرعاية الصحية، وجمعية ألبرتا الدولية لخريجي الطب، ورابطة الأطباء والجراحين الدوليين في أونتاريو. ومع ذلك، تنكر المنظمات الأخرى وجود نقص في الأطباء يتطلب من كندا استيراد المزيد من الأطباء.

## الولايات المتحدة
في الولايات المتحدة، خريج الطب الدولي (IMG) هو خريج من كلية الطب الموجودة خارج الولايات المتحدة وكندا. لا يعتبر خريجو برامج الطب الكندي IMGs في الولايات المتحدة. قد تكون IMGs إما مواطنين أمريكيين أو غير مواطنين تلقوا تعليمهم في مدرسة خارج الولايات المتحدة أو كندا.

## عملية
تحتاج العملية الرئيسية لـ IMGs الراغبين في الحصول على ترخيص كأطباء في الولايات المتحدة إلى إكمال برنامج مستشفى الإقامة في الولايات المتحدة. الطريقة العامة للتقدم بطلب للحصول على برامج الإقامة هي من خلال البرنامج الوطني لمطابقة المقيمين (يُشار إليه اختصارًا بـ NRMP، المعروف أيضا "المطابقة"). للمشاركة في مباراة NRMP، يلزم الحصول على IMG ليتم التحقق من ECFMG .IMGs التي لم تستوف متطلبات الاختبار للحصول على شهادة ECFMG بحلول الموعد النهائي لقائمة ترتيب الرتب *عادةً في فبراير" لا يمكنها المشاركة في المباراة. ومع ذلك، بالنسبة لمعظم IMGs، فمن المستحسن الحصول على شهادة ECFMG قبل المشاركة في المباراة حيث يقرر العديد من مديري البرامج عدم إجراء المقابلات. الغرض من شهادة ECFMG هو تقييم ما إذا كان خريجو هذه الكليات مستعدين للالتحاق ببرامج الإقامة والزمالة الأمريكية المعتمدة من قبل مجلس اعتماد التعليم الطبي العالي (ACGME). للحصول على شهادة ECFMG، المتطلبات الرئيسية هي:
- الانتهاء من الخطوة 1 من USMLE، الخطوة 2 من USMLE المعرفة السريرية. قبل عام 2021، كانت المهارات السريرية للخطوة الثانية من USMLE مطلوبة أيضًا ولكن تم إيقافها الآن.[18]
- دبلوم طبي في التعليم الطبي مأخوذ من مؤسسة مسجلة في الدليل العالمي لكليات الطب (WDOM).

بالمقارنة، يحتاج الخريجون المنتظمون من كليات الطب في الولايات المتحدة وكندا إلى إكمال الخطوتين 1 و2 من USMLE أيضًا، ولكن يمكنهم المشاركة في NRMP بينما لا يزالون يقضون السنة الأخيرة من كلية الطب قبل الحصول على شهاداتهم الطبية. في الواقع، مع الأخذ في الاعتبار التأخيرات الإدارية المنتظمة، ومع بدء برامج الإقامة في شهر يوليو تقريبًا، هناك فجوة لا تقل عن نصف عام بالنسبة لـ IMGs بين التخرج من كلية الطب وبداية برنامج الإقامة.
يمكن لهؤلاء IMGs الذين اجتازوا اختبارات USMLE اللازمة، وحصلوا على شهادة ECFMG وتوافقوا مع منصب الإقامة، أن يبدأوا بعد ذلك التدريب في برنامج الإقامة.
يتم أخذ درجات امتحان USMLE بعين الاعتبار في عملية المطابقة للدخول إلى برنامج الإقامة. وصلت إحدى الدراسات إلى استنتاج يفيد بأن نحو نصف الأطباء الخريجين الدوليين (IMGs) لم يتمكنوا من تحقيق النجاح في محاولاتهم الأولى للحصول على فرصة إقامة في الولايات المتحدة، وبدأ ثلاثة أرباعهم الإقامة بعد مرور خمس سنوات. كما أشارت أيضًا إلى أن IMGs كانوا أكبر سنًا بكثير عندما تقدموا لأول مرة للحصول على وظيفة الإقامة من معظم خريجي الطب في الولايات المتحدة، حيث كان متوسط عمر IMGs عندما تم إصدار شهادة ECFMG هو 32.4 عامًا، مع انحراف معياري قدره 5.8 سنوات.
كان المتقدمون لبرامج الإقامة في كاليفورنيا يحتاجون في السابق إلى خطاب تفويض التدريب للدراسات العليا (PTAL)، ويُطلق عليه بالعامية "خطاب كاليفورنيا". تم إيقاف PTAL من قبل المجلس الطبي في كاليفورنيا في عام 2020. يحتاج المتقدمون الآن إلى رخصة تدريب بعد التخرج مماثلة لتلك الصادرة عن الدول الأخرى.
فيما يتعلق بمتطلبات التأشيرة، غير U. يدخل الأطباء المواطنون عادة عبر تأشيرة J1 أو H-1B. تتطلب تأشيرة J1 إقامة منزلية لمدة عامين بعد الانتهاء من التدريب في الولايات المتحدة  لا تتضمن تأشيرة H-1B متطلبات الإقامة المنزلية لمدة عامين، ولكنها تتطلب أيضًا الخطوة 3 من USMLE. وفي البداية، يلزم الحصول على تأشيرة زائر B-1 لإجراء اختبار المهارات السريرية USMLE الخطوة 2 والخطوة USMLE الخطوة 3.
الأطباء الهنود الحاصلون على بكالوريوس الطب والجراحة مؤهلون للحصول على USMLE. ومع ذلك، منذ عام 2010، أصبحت عملية الحصول على ترخيص معقدة بشكل متزايد وقد صدرت الهند عددًا من الأطباء إلى الولايات المتحدة أكثر من أي دولة أجنبية أخرى.

## المنشأ حسب البلد
يأتي أكبر عدد من خريجي الطب الدوليين المرخصين من مدارس في الهند ومنطقة البحر الكاريبي وباكستان والفلبين. حقق خريجو الطب من المدارس في منطقة البحر الكاريبي أكبر نمو في الفترة ما بين عامي 2010 و2018. وارتفع عددهم من 22820 إلى 40689 طبيباً بنسبة 78%.
| بلد كلية الطب        | النسبة المئوية لل IMGs | العدد الإجمالي (2018) |
| -------------------- | ---------------------- | --------------------- |
| الهند                | 23%                    | 50,173                |
| منطقة البحر الكاريبي | 18%                    | 40,689                |
| باكستان              | 6%                     | 13,019                |
| فيلبيني              | 6%                     | 12,744                |
| المكسيك              | 5%                     | 10,066                |
| كل شيء آخر           | 42%                    | 96,017                |

المصدر: تعداد FSMB لعام 2018

## جودة الرعاية
ويشار إلى إحدى الدراسات التي تناولت جودة الرعاية المقدمة من خريجي الطب الدوليين على النحو التالي. "ربع الأطباء الممارسين في الولايات المتحدة هم من خريجي كليات الطب الدولية. وكانت جودة الرعاية المقدمة من قبل الأطباء الذين تلقوا تعليمهم في الخارج موضع قلق مستمر. وقد وجد تحليلنا لـ 244,153 حالة دخول إلى المستشفى في ولاية بنسلفانيا أن مرضى الأطباء الذين تخرجوا من كليات الطب الدولية ولم يكونوا مواطنين أمريكيين في وقت دخولهم كلية الطب كانت معدلات الوفيات لديهم أقل بكثير من المرضى الذين يعتني بهم الأطباء الذين تخرجوا من كليات الطب الأمريكية أو الذين كانوا مواطنين أمريكيين وحصلوا على شهاداتهم في الخارج. يتألف عدد المرضى من أولئك الذين لديهم "فشل القلب الاحتقاني أو احتشاء عضلة القلب الحاد. لم نجد فرقًا كبيرًا في معدل الوفيات عند مقارنة جميع خريجي الطب الدوليين مع جميع خريجي كليات الطب الأمريكية". أظهرت البيانات الخاصة بالمرضى المسنين الذين تم إدخالهم إلى المستشفى في الولايات المتحدة من برنامج Medicare أن المرضى الذين عولجوا من قبل خريجين دوليين كانت معدلات الوفيات لديهم أقل من المرضى الذين تمت رعايتهم من قبل خريجين أمريكيين.

## مسارات وظيفية بديلة
هذه الصعوبة في تحقيق النجاح في أن تصبح طبيبًا مرخصًا في البلدان المعتمدة حديثًا، ينتهي الأمر بالعديد من IMGs إلى قبول وظائف لا علاقة لها على الإطلاق بخلفياتهم التعليمية والتدريبية. ومن خلال القيام بذلك، أصبح هؤلاء المهنيون الصحيون المهاجرون ذوو المهارات العالية رمزًا لتراجع مهارات المهاجرين ذوي المهارات العالية في عصر الهجرة العالمية هذا. في ظل هذه الخلفية، فإن المهن البديلة، تلك الوظائف التي يمكن فيها استخدام المعرفة والمهارات والخبرة المتعلقة بالصحة لدى IMGs، لديها احتمال لتسهيل تكامل أفضل في سوق العمل لـ IMGs.

## روابط خارجية
- اللجنة التعليمية لخريجي الطب.
- امتحان الترخيص الطبي في الولايات المتحدة (USMLE).
- برنامج مطابقة المقيمين الوطني.